# Cases de Quadra
Cases de Quadra (en castellà i oficialment, Casas de Cuadra) és una pedania del municipi valencià de Requena, a la comarca de la Plana d'Utiel-Requena. El 2015 tenia sols 13 habitants.

## Geografia
Se situa a l'altiplà de Requena, a uns 5 quilòmetres a l'oest de Cases d'Eufèmia i a menys de 2 km al sud de Los Ruices. S'arriba des de Requena prenent la carretera N-332 i, a continuació, la CV-460, a menys de 2 km es troba el desviament cap al llogaret.

## Història i demografia
A Cases de Quadra tot just viuen contínuament 13 persones, encara que en època estival es puga arribar a gairebé un centenar. El nucli urbà el componen unes 40 cases, de les quals aproximadament la meitat estan arreglades i són habitables.
El llogaret rep el seu nom d'un antic propietari, el canonge Alonso de la Cuadra, qui posseïa terres i una casa en aquesta partida cap a l'any 1710. A mitjan segle xix comptava amb gairebé mig centenar d'habitants. En 1887 el seu cens era de 19 cases i 109 habitants, que en 1920 es va convertir en 25 cases i 89 habitants. En la dècada dels seixanta es va produir un èxode massiu, principalment cap a Requena, des d'on podien seguir atenent el cultiu de les seves terres i el manteniment de les seves cases. Molt prop es troba el caseriu de Cisternas, actualment deshabitat.

## Economia
L'única activitat econòmica és l'agricultura, protagonitzada pel Cellers de Cisternas, que produïxen els vins de la marca "Viña Cabildero". A més, els seus propietaris també mantenen un Museu del Vi i la Vida Rural, amb més de 5.000 objectes de la vida agrària dels segles XIX i XX, a més de 25 dipòsits subterranis que es poden visitar.

## Llocs d'interés
- Om monumental. Al centre de la plaça es troba un exemplar d'om de dimensions considerables (8 metres de perímetre, 15 m d'altura i uns 40 m de perímetre a la copa). Es troba en bon estat de salut.
- Museu del Vi i la Vida Rural. Al caseriu de Sisternas.